# Sysne

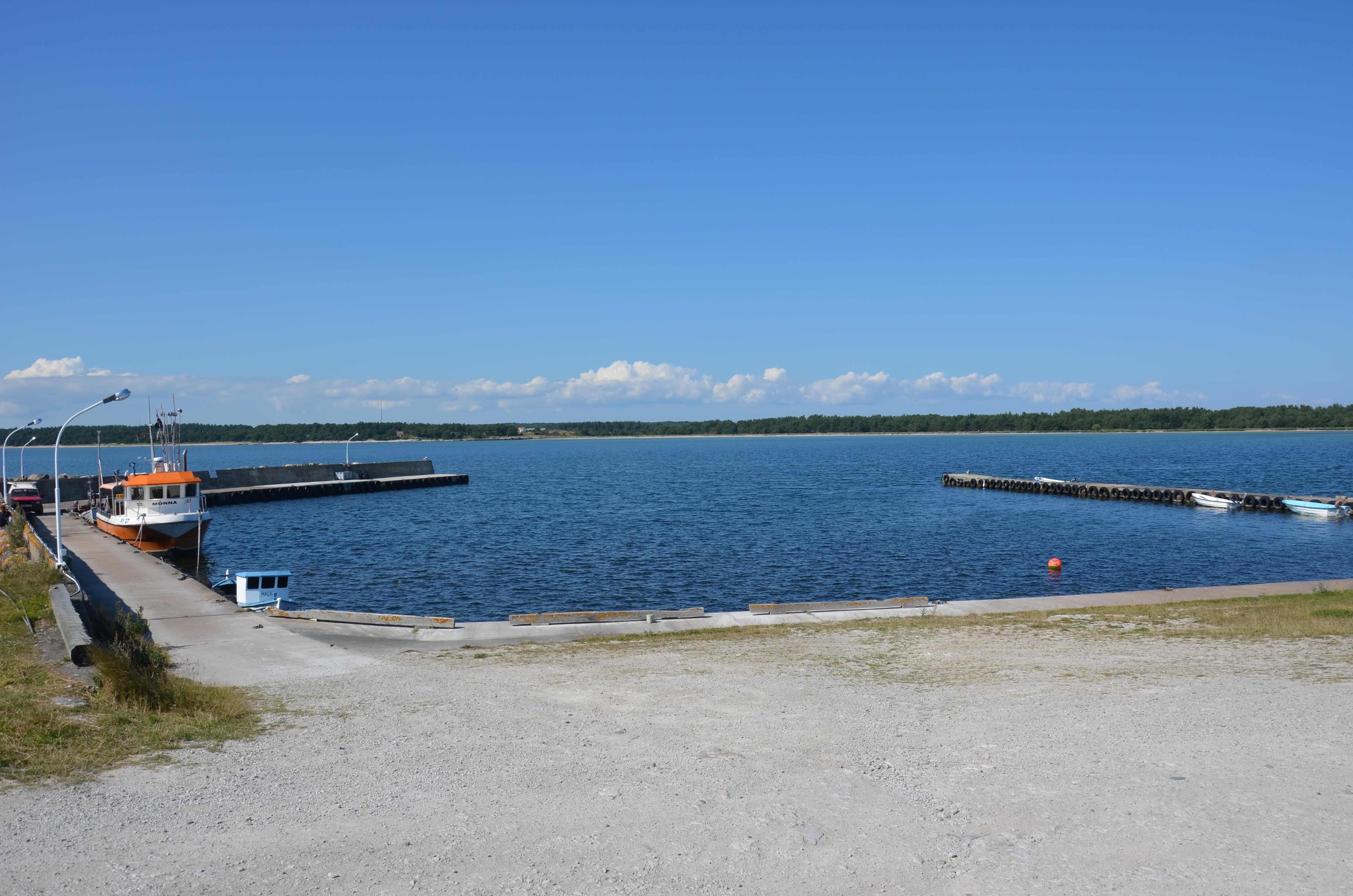
Sysne hamn

Sysne är en privat fiskehamn på Sysne udd i Gammelgarns socken på Östergarnslandet på Gotland.
Sedan Sysnefiskarna på 1950-talet fått avslag på ansökan om statsbidrag för att bygga om en uttjänta hamnen lyckades de själva samla ihop pengar till att uppföra en djuphamn. På 1980-talet fanns omkring sex verksamma fiskare i hamnen.
Hamnen har ett vattendjup på omkring fyra meter.

## Fiskemuseet i Sysne
I det tidigare hamnkontoret finns ett fiskemuseum.

## Fotogalleri

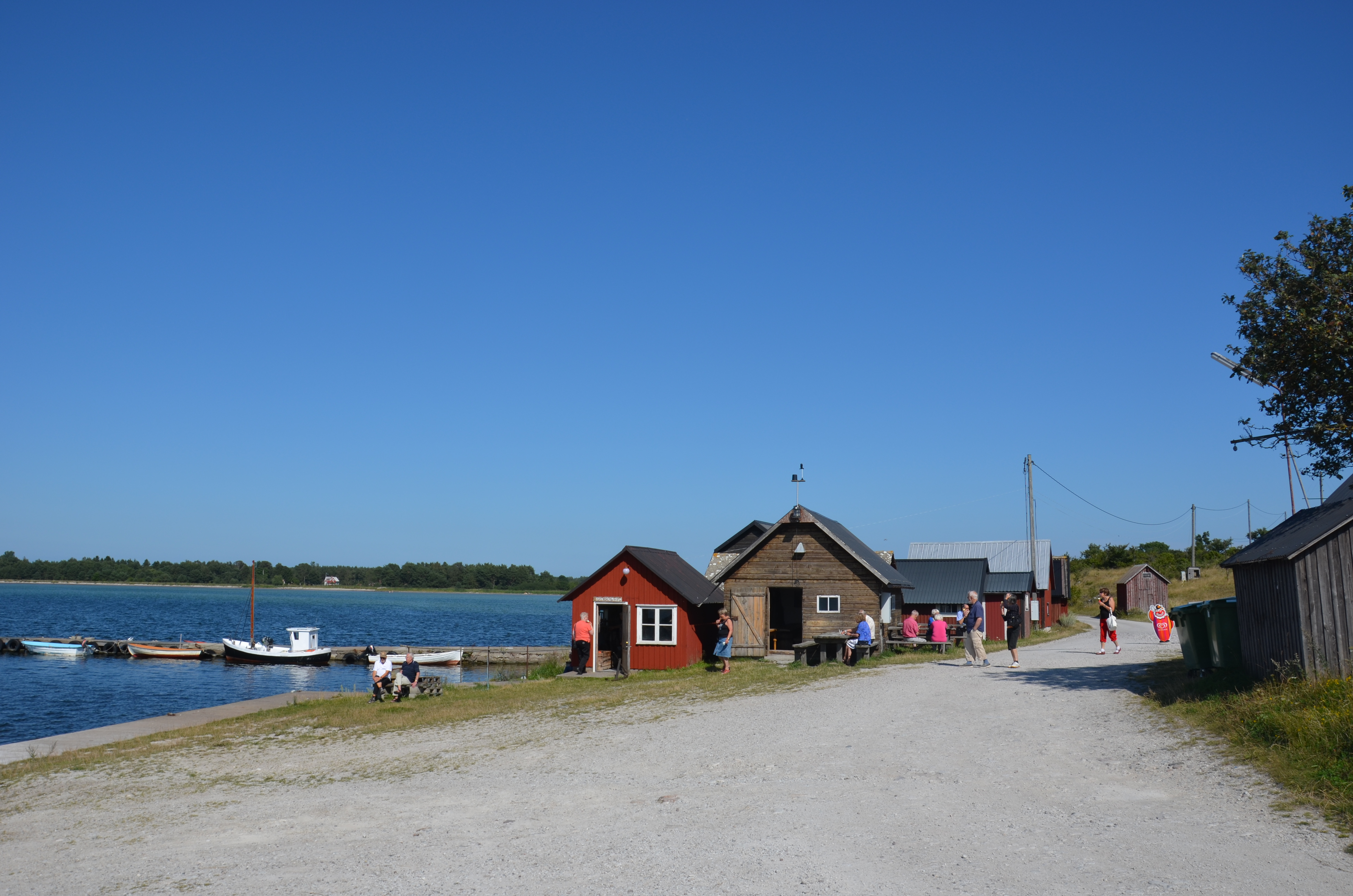
Fiskebodar
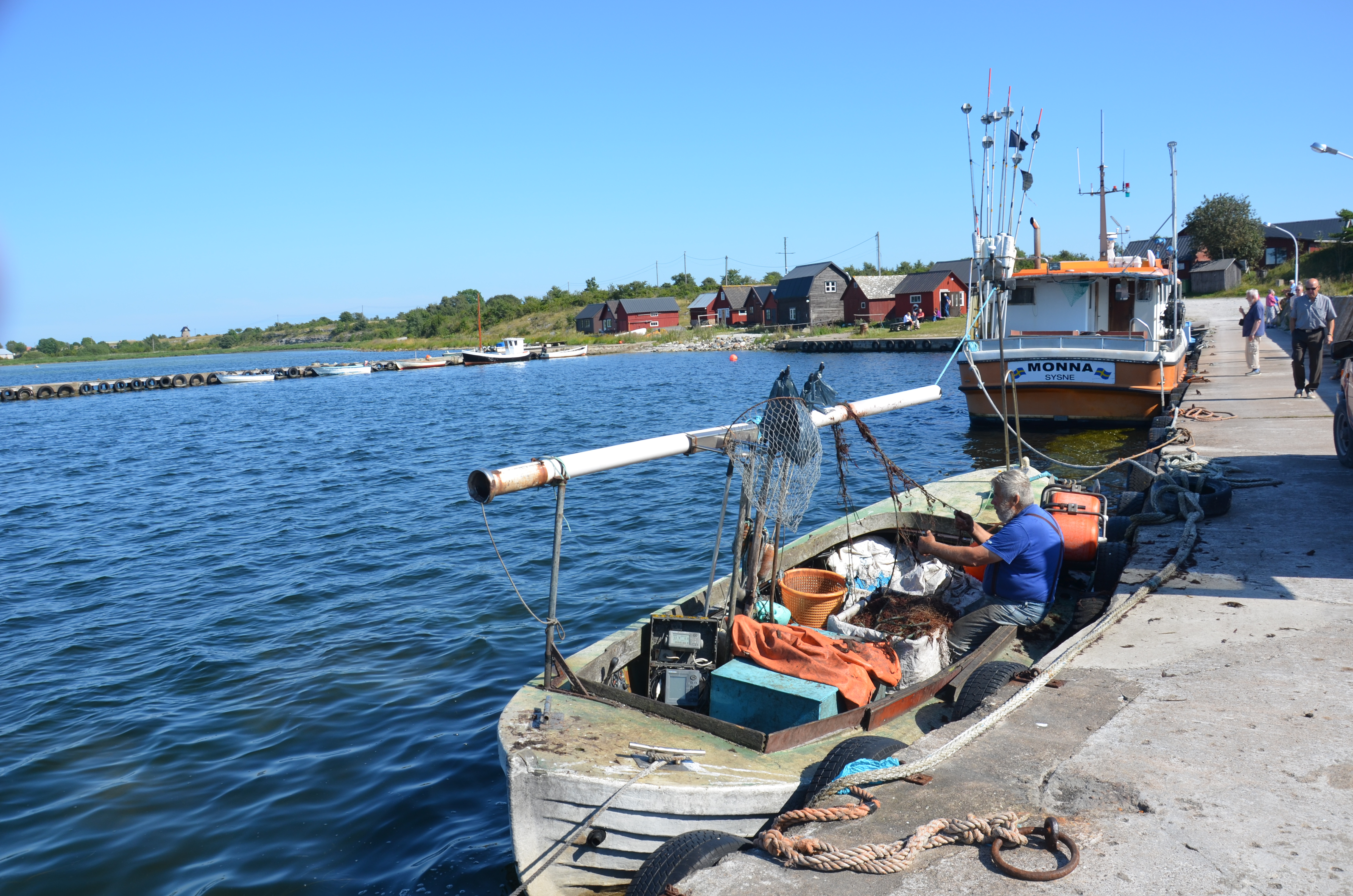
Fiskebåt vid hamnpiren
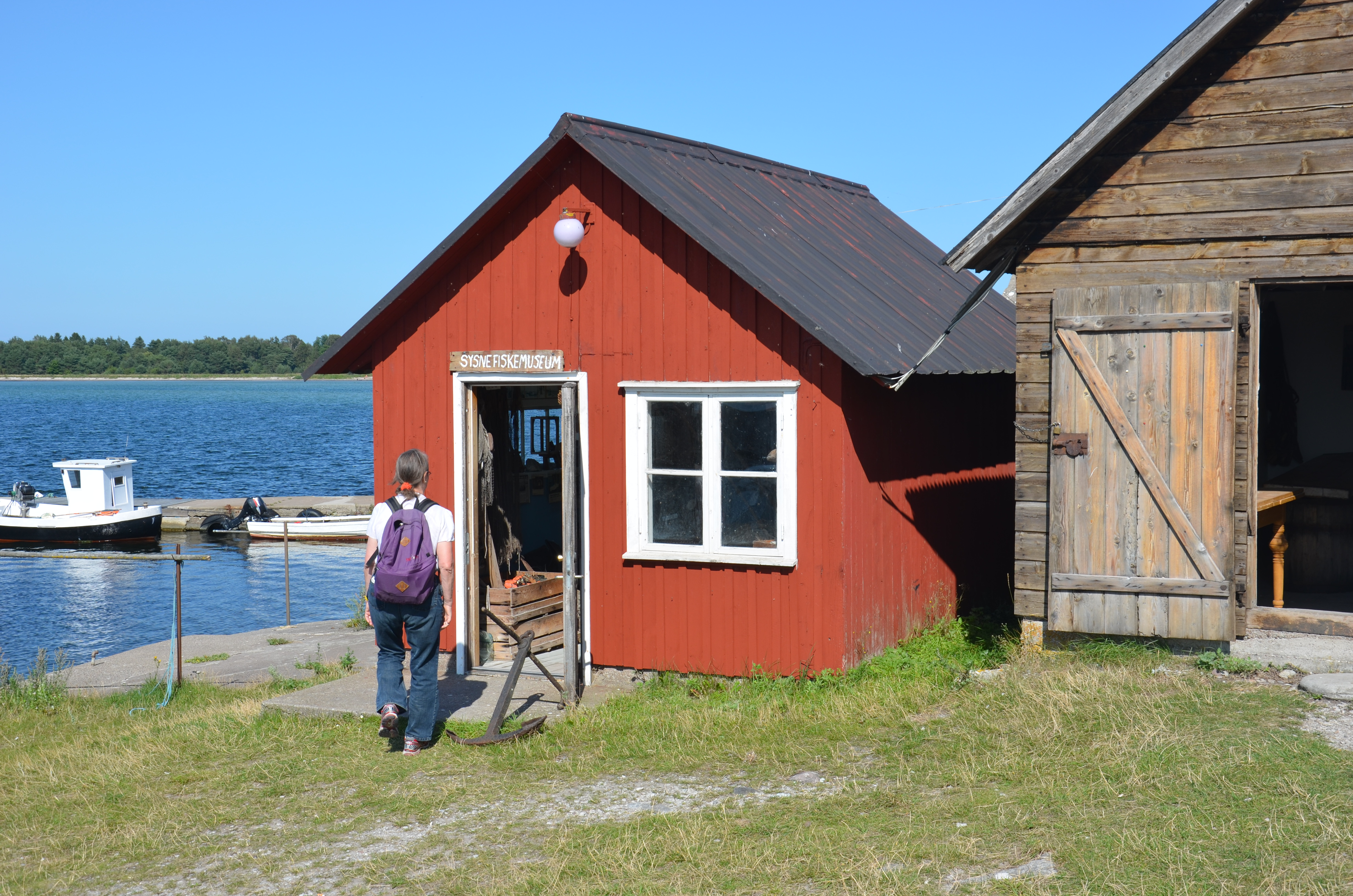
Fiskemuseet
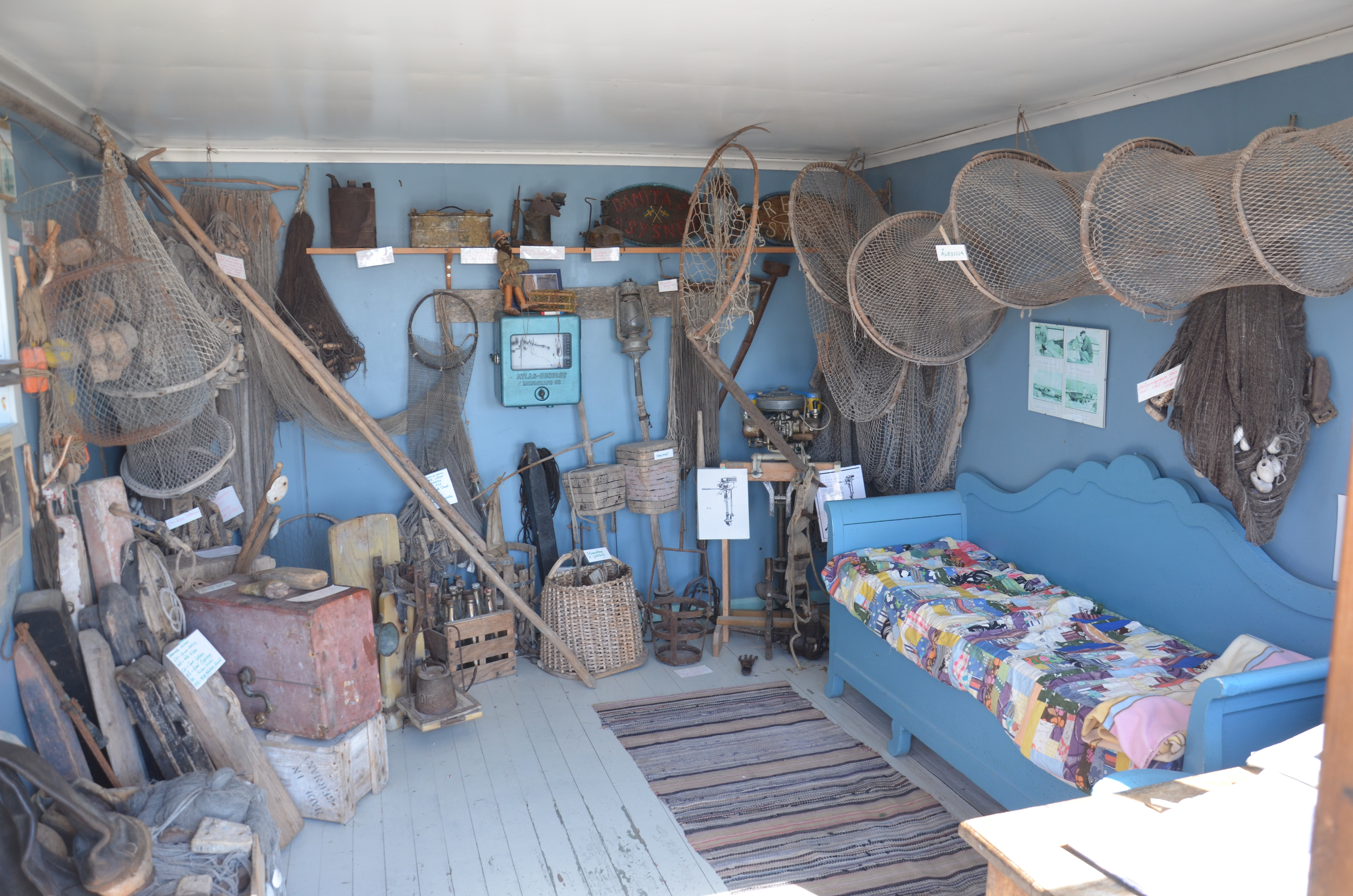
Interiör i Fiskemuseet